# Патриаршие приходы в Норвегии
Патриаршие приходы в Норвегии — структурное подразделение Русской православной церкви на территории Королевства Норвегии, приходы которого имеют ставропигиальный статус и административно подчинены патриарху Московскому через председателя Отдела внешних церковных связей.

## История
После распада Советского Союза получила свободу самостоятельно организовывать приходскую деятельность, когда в Норвегию стали прибывать всё больше православных верующих. Приход в честь святой равноапостольной княгини Ольги в городе Осло был учреждён 14 декабря 1996 года. Для окормления прихода был направлен иеромонах Климент (Хухтамяки). 7 апреля 1997 года приход был официально зарегистрирован в государственном реестре Норвегии.
В 2005 года игумен Климент был назначен благочинным приходов Московского патриархата в Норвегии. Таким образом было организовано благочиние патриарших приходов в Норвегии.

## Приходы
согласно официальному сайту:
- Приход равноапостольной княгини Ольги в Осло
- Приход святой великомученицы Ирины в Ставангере
- Свято-Богоявленский приход в Бергене
- Приход преподобной Анны Новгородской в Тронхейме
- Русский православный приход в Тромсё
- Приход преподобного Трифона Печенгского в Киркенесе
- Успенский приход на Шпицбергене.

Действует Свято-Троицкое общество (для православных норвежцев).